# Blauw in het jodendom

Vlag van Israël

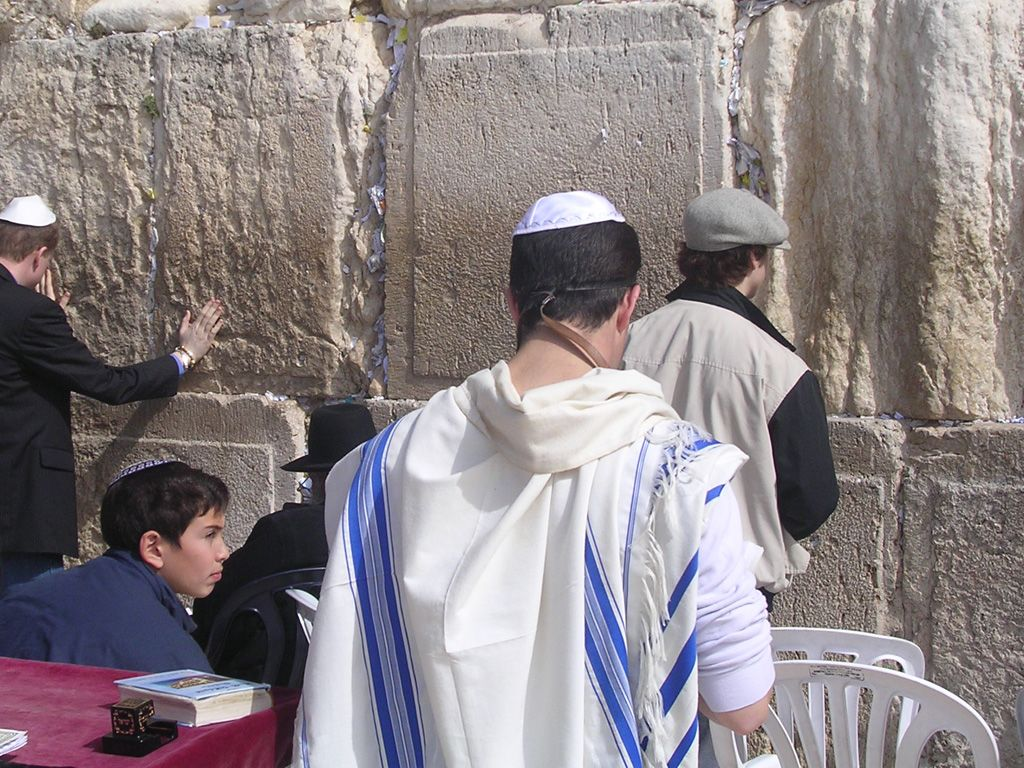
Blauwe banen op een traditionele tallit

Blauw is een traditionele kleur in het jodendom.
De blauwe strepen in de Vlag van Israël zijn ontleend aan de blauwe strepen op de talliet, de traditionele gebedsdoek. Dit gaat terug op de vermelding van een bepaalde blauwe kleurstof (tekhelet) in de Hebreeuwse Bijbel. De talliet diende aan de hoeken koordjes (tzitzit) te bevatten met een blauwe streng. Het kleed van de hogepriester was blauw, evenals de kleden waarin de Ark van het Verbond, de Menora en andere attributen van de eredienst tijdens de omzwervingen werden verpakt.
Vanwege de associatie met de staat Israël is blauw een populaire kleur in hedendaags Joods design. In Israël wordt de aanduiding "blauw-wit" gebruikt voor lokale producten, ter onderscheiding van import uit het buitenland.